# Chapelle Saint-Maudet de Lennon
La chapelle Saint-Maudet est un édifice situé à Lennon, en France.

## Localisation
La chapelle est située sur le territoire de la commune de Lennon, au lieu-dit Nac'h Gwen, dans le département du Finistère, en région Bretagne.

## Description
La chapelle date de la fin du XVe siècle, le bas-côté ouvert sur la nef par cinq arcades brisées et éclairé par une fenêtre gothique. La façade possède un portail de 1692 et un clocher ajouré de la même époque. La flèche à crochets provient sans doute d'un clocher antérieur. Les réseaux flamboyants des fenêtres ont dû être refaits au XVIIe siècle. Le portail méridional est orné d'un bas-relief représentant le baptême du Christ.

## Historique
La chapelle est inscrite au titre des monuments historiques par arrêté du 24 janvier 1952.